# Ägget (fåtölj)

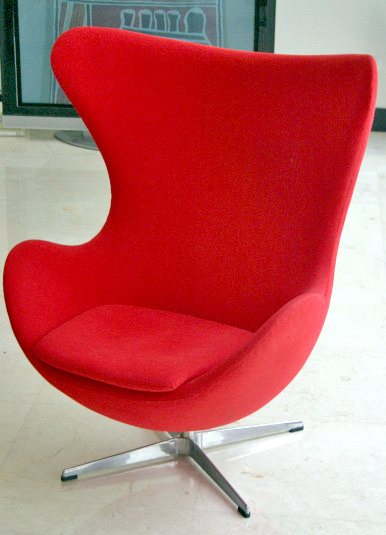
Ägget.

Ägget, danska Ægget lænestol, är en fåtölj formgiven 1958, av den danske designern och arkitekten Arne Jacobsen, till SAS Radisson Hotel i Köpenhamn. Ägget produceras fortfarande och saluförs av den danske möbeltillverkaren Fritz Hansen.